# San Gabriel Azteca
San Gabriel Azteca es una localidad de México localizada en el municipio de Zempoala en el estado de Hidalgo.

## Geografía
Se encuentra en la región geográfica de los llanos de Apan (Altiplanicie pulquera), le corresponden las coordenadas geográficas 19° 52’ 45.645” de latitud norte y 98° 37’ 0.901” de longitud oeste, con una altitud de 2555 m s. n. m. En cuanto a fisiografía se encuentra en la provincia del Eje Neovolcánico, dentro de la subprovincia de Lagos y Volcanes de Anáhuac; su terreno es de lomerio. En lo que respecta a la hidrografía se encuentra posicionado en la región del Pánuco, dentro de la cuenca del río Moctezuma, y dentro de las subcuenca del río Tezontepec. Cuenta con un clima semiseco templado.

## Demografía
En 2020 registró una población de 1117 personas, lo que corresponde al 1.93 % de la población municipal. De los cuales 532 son hombres y 585 son mujeres.
| Gráfica de evolución demográfica de San Gabriel Azteca entre 1900 y 2020 |
|                                                                          |
| Población registrada por los censos y conteos del INEGI.                 |